# Henryk Masternak
Henryk Masternak (ur. 13 maja 1948, zm. 13 czerwca 2025) – polski samorządowiec i przedsiębiorca, w latach 1990–1994 wiceprezydent, a w latach 1994–1998 prezydent Zielonej Góry.

## Życiorys
Absolwent geologii na Uniwersytecie im. Adama Mickiewicza w Poznaniu, z zawodu rzeczoznawca majątkowy. W latach 1990–1994 był wiceprezydentem Zielonej Góry w zarządzie Romana Doganowskiego. 12 września 1994 uchwałą Rady Miejskiej w Zielonej Górze II kadencji został wybrany na urząd prezydenta Zielonej Góry. Za jego czteroletniej kadencji powstała strategia rozwoju miasta oraz pierwsza po II wojnie światowej oczyszczalnia ścieków. Po wygranych przez SLD wyborach samorządowych z 1998 na stanowisku zastąpił go Zygmunt Listowski. Z listy Unii Wolności Henryk Masternak do 2002 zasiadał w radzie miasta. W wyborach w 2002 bezskutecznie ubiegał się o funkcję wójta gminy wiejskiej Zielona Góra z ramienia KWW „Eurogmina”, zdobywając 9,89% głosów, co dało mu piąte miejsce. Później prowadził własną działalność gospodarczą w ramach przedsiębiorstwa konsultingowo-projektowego.
Związał się z Platformą Obywatelską, która rozważała wystawienie jego kandydatury w wyborach parlamentarnych w 2007 w okręgu nr 8. W wyborach lokalnych w marcu 2015 wystartował w wyborach do zielonogórskiej rady miejskiej z listy KWW Janusza Kubickiego, bezskutecznie ubiegając się o mandat.
Mieszkał w Ochli. Był przewodniczącym Lubuskiego Stowarzyszenia Rzeczoznawców Majątkowych, a także prezesem lokalnego oddziału Rotary International oraz Aeroklubu Ziemi Lubuskiej.
Pochowany na cmentarzu komunalnym na Jędrzychowie.